# Édino Fonseca
Edino Fialho Fonseca (Rio Bonito, 26 de agosto de 1946 — Rio de Janeiro, 3 de fevereiro de 2021) foi um pastor evangélico da Assembleia de Deus e politico brasileiro.
Foi eleito deputado estadual pelo PRONA por votos de legenda (pois não possuía o mínimo de votos necessários para eleição), sendo reeleito por legenda em 2006. Passou automaticamente para o Partido da República com a extinção do PRONA, mas mudou-se posteriormente para o Partido Social Cristão.
Édino foi acusado em 2008 pelo uso de funcionários fantasmas, tendo sido absolvido pelo conselho de ética da Assembleia Legislativa do Rio de Janeiro, ao mesmo tempo em que outras deputadas como Jane Cozzolino e Renata do Posto foram cassadas. No entanto, o deputado foi denunciado no TJRJ sob o processo de nº 2008.065.00003, tendo sido réu nos crimes de formação de quadrilha, estelionato e corrupção ativa.
O deputado também é conhecido por polêmicas ações consideradas homofóbicas, tais como lutar pelo não-pagamento de pensão para companheiros de servidores públicos homossexuais e ter apresentado o PL 717/03, que previa a criação de um programa de "cura gay", criado para apoio às pessoas que queriam deixar a homossexualidade, financiado por verbas públicas.
Reelegeu-se ao cargo na ALERJ, em 2010, pelo PR, com 77.061 votos, porém não conseguiu se reeleger em 2014 pelo PEN (atual "Patriotas"), obtendo apenas 32.469 votos. As acusações criminais contra ele prescreveram, quando atingiu a idade de 70 anos, porque o artigo 115 do Código Penal reduz pela metade o prazo de prescrição quando o acusado tem menos de 21 anos na data do crime ou, no curso do processo, atinge a idade de 70, o que o beneficiou.
Tentou retornar à Assembleia Legislativa em 2018, pelo PRP, fazendo apenas 3.591 votos e ficou longe de se eleger.
Morreu em 3 de fevereiro de 2021, aos 74 anos, de COVID-19.